# I See Red
I See Red - debiutancki minialbum amerykańskiego zespołu Uh Huh Her, jako zapowiedź nadchodzącego longplay Common Reaction. Album wydany został 24 lipca 2007 roku w serwisie iTunes oraz w limitowanej edycji płytowej. Do cyfrowej wersji albumu dodana została bonusowa piosenka Mystery Lights.

## Lista utworów
1. "Say So" (Thom Russo Mix) - 3:44
2. "Explode" - 2:53
3. "Run" - 4:10
4. "I See Red" - 4:16
5. "Say So" - 3:22
6. Mystery Lights (Bonus)